# Lunae Planum
Lunae Planum és una formació geològica de tipus planum a la superfície de Mart, localitzada amb el sistema de coordenades planetocèntriques a 24.07 latitud N i 305.43 ° longitud E, que fa 1.817,66 km de diàmetre. El nom va ser aprovat per la UAI l'any 1979 i fa referència a una característica d'albedo.